# Imgur
Imgur（イミジャー、[ˈɪmɪdʒər] image-er; imagerからimgurに定型化）は、アラン・シャーフが2009年にアメリカ合衆国オハイオ州アセンズで立ち上げたオンライン画像共有と画像管理サービスである。「家庭から、コメント、投票、共有によってコミュニティがリアルタイムでウェブにおける最も人気のある画像にアクセスする場所」と自称している。1日100万人以上のユーザーに無料の画像管理サービスとコメント型ソーシャルコミュニティを提供している。運営企業は広告販売や商用ホスティング、グッズ販売で収益を上げている。
2012年10月22日、ユーザーがギャラリーに一般公開やコメントや投票が直接できるユーザー投稿ギャラリー機能を公開した。
2013年6月26日、Imgur Meme Generatorというシンプルなイメージマクロ作成機能や人気のあるミームのテンプレートの一般公開ギャラリーを使用できる初の製作ツールを公開した。
Imgurの公式マスコットであるImguraffeは当初エイプリルフールのジョークとして製作されたが、「あまりにも可愛い」という理由でその後公式マスコットになった。

## 発音
公式サイトのヘルプページ「Imgur's Pronunciation」によると、Imgurの発音は「"image-er" (im-ij-er)」と記載されている。カタカナで書くとすれば「イミジャー」「イメージャー」が近い発音となる。
また、Imgurの語源は「your image」から来ており、yourの「ur」とimageの短縮形「img」とを合成したものである。

## 歴史
オハイオ大学で計算機科学を学んでいたアラン・シャーフがオハイオ州アセンズで設立した。製作者いわく「搾取しない画像管理サービス」と称するサービスは同種のサービスにありがちだったユーザビリティの問題を受けて開発された。当初はRedditのオンラインコミュニティ向けに設計されていたが、サービス開始からたちまち閲覧数が1日1,000以上に上り、5ヶ月間で100万に達した。ウェブサイトはRedditやDiggといったソーシャルニュースに取り上げられて人気が大幅に上昇することになった。
サービス開始当初ウェブホスティング費用を寄付でまかなっていたが、サイトの発展に伴い需要に応え続けるために収益源を要するようになったため、2009年5月に広告を表示するようになり、2013年にスポンサー広告とセルフサービス広告を導入した。
自身の成長への計画や管理のために、3つの異なるホスティングプロバイダを使用していて、初年度はVoxelを使用していたが、その後2011年後期にAmazon Web Servicesに切り替えている。
2011年1月、本社をオハイオ州からサンフランシスコに移転した。2013年6月時点で社員は10人在籍していて、Best Bootstrapped Startup awardとTechCrunchの2012 Crunchies Awardsを受賞している。

### 資金調達
5年経った2014年4月に、アンドリーセン・ホロヴィッツやRedditからの少額の寄付によって4,000万ドル調達した。この大規模投資により、アンドリーセン・ホロヴィッツのラーズ・ダルガード(Lars Dalgaard)が取締役に就任した。

### エイプリルフールのジョーク
エイプリルフールのジョークが恒例となっており、最初のジョークとして2011年に「Catification」というユーザーが画像を一回クリックしたら自動的に猫が追加される機能が登場した。2012年はImguraffeが公開され、キリンの背景にロゴがシルクハットを被ったキリンになっている「simple Imguraffe sharer」バージョンが登場した。2013年では、「フィルムユーザーやコンピュータが使えない人、スキャナーからの放射線を恐れている人にも利用してほしい」ために伝統的なカタツムリ郵便で画像をアップロードする機能を発表した。これは郵便サービスを使って送られた画像をアップロードしていたウェブサイト管理者から賞賛された。

## 人気
サービス開始当初一ヶ月で閲覧数が93,000に達した。Imgur以前のコンテンツデリバリーネットワーク(CDN)であるエッジキャストによれば、Imgurはアメリカ議会図書館全体よりも多くの画像を10分で提供できるとしており、2012年には3億枚以上の画像がアップロードされ、364億もの閲覧数があり、42ペタバイトのデータ量が転送された。
2012年9月、ユーザーのリクエストに応じて3,000枚もの無料ステッカーを送付した。

## 機能

### アルバム
2010年10月11日にアルバム機能が導入された。

### アカウント
2010年1月9日、アラン・シャーフはアカウントを作成すればユーザーはカスタム画像ギャラリーの作成や画像の管理が可能になると発表した。また、アカウントで編集、削除、アルバムの作成と組み込みといったフルの画像管理機能やバイラル画像へのコメントや一般公開ギャラリーへの投稿が可能になる。ギャラリーのプロフィールでユーザーは過去に一般公開された行動を閲覧することが出来る。

### ミームジェネレーター
2013年6月26日より、ユーザーが数多くの画像の種類に対応したカスタムテキストを使うイメージマクロを生成することが出来る「ミームジェネレーター」サービスを導入した。

### ギャラリー
一般公開されているImgurのギャラリーは時間に基づく閲覧数、共有数、投票数を計算した上のアルゴリズムに基づくウェブ中のほとんどのバイラル画像のコレクションである。プライベートアカウントによるアップロードとは対照的に、ギャラリーに追加された画像はタイトルで公然に検索できる。「Imgurians」と自称するコミュニティのメンバーは画像にコメントや投票することや評価ポイントやトロフィーを獲得することが出来る。ギャラリーの画像はハフィントン・ポストといったソーシャルニュースサイトに掲載されることが多い。2012年7月30日に
導入されたランダムモードは歴代の一般公開ギャラリー全体をランダムに閲覧することが出来る。

### GIFV
2014年10月よりアップロードされたGIF形式のアニメーションファイルをより容量の小さいWebMやMP4形式の動画ファイルに自動変換されるようになった。